# Distrito electoral federal 1 de Nayarit
El I Distrito Electoral Federal de Nayarit es uno de los 300 distritos electorales en los que se encuentra dividido el territorio de México para la elección de diputados federales y uno de los 3 que integran el estado de Nayarit. Su cabecera es la ciudad de Santiago Ixcuintla.
El Primer Distrito de Nayarit ocupa la mitad norte del estado, lo conforman los municipios de Acaponeta, El Nayar, Huajicori, Rosamorada, Ruiz, Santiago Ixcuintla, Tecuala y Tuxpan.

## Distritaciones anteriores

### Distritación 1996-2005
Entre 1996 y 2005 el Distrito I era igual al actual, con la única excepción de que no integraba al municipio de El Nayar.

### Distritación 2017-2018
Se incorpora al Municipio de San Blas.

## Diputados por el distrito
| Legislatura                                                                    | Periodo                                           | Diputado                          | Grupo parlamentario                  |
| ------------------------------------------------------------------------------ | ------------------------------------------------- | --------------------------------- | ------------------------------------ |
| Desde su creación, se denominaba "Distrito 1 del Territorio de Tepic".         |                                                   |                                   |                                      |
| I                                                                              | 7 de diciembre de 1857-17 de mayo de 1861         |                                   |                                      |
| II                                                                             | mayo de 1861-mayo de 1863                         |                                   |                                      |
| III                                                                            | 20 de octubre de 1863-1865                        |                                   |                                      |
| IV                                                                             | 5 de noviembre de 1867-14 de septiembre de 1868   |                                   |                                      |
| V                                                                              | 15 de septiembre de 1869-15 de septiembre de 1871 |                                   |                                      |
| VI                                                                             | 15 de septiembre de 1871-15 de septiembre de 1873 |                                   |                                      |
| VII                                                                            | 15 de septiembre de 1873-15 de septiembre de 1875 |                                   |                                      |
| VIII                                                                           | 15 de septiembre de 1875-22 de mayo de 1878       |                                   |                                      |
| IX                                                                             | 2 de septiembre de 1878-15 de septiembre de 1880  |                                   |                                      |
| X                                                                              | 16 de septiembre de 1880-15 de septiembre de 1882 |                                   |                                      |
| XI                                                                             | 16 de septiembre de 1882-15 de septiembre de 1884 |                                   |                                      |
| XII                                                                            | 16 de septiembre de 1884-15 de septiembre de 1886 |                                   |                                      |
| XIII                                                                           | 16 de septiembre de 1886-15 de septiembre de 1888 |                                   |                                      |
| XIV                                                                            | 16 de septiembre de 1888-15 de septiembre de 1890 |                                   |                                      |
| XV                                                                             | 16 de septiembre de 1890-15 de septiembre de 1892 |                                   |                                      |
| XVI                                                                            | 16 de septiembre de 1892-15 de septiembre de 1894 |                                   |                                      |
| XVII                                                                           | 16 de septiembre de 1894-15 de septiembre de 1896 |                                   |                                      |
| XVIII                                                                          | 16 de septiembre de 1896-15 de septiembre de 1898 |                                   |                                      |
| XIX                                                                            | 16 de septiembre de 1898-15 de septiembre de 1900 |                                   |                                      |
| XX                                                                             | 16 de septiembre de 1900-15 de septiembre de 1902 |                                   |                                      |
| XXI                                                                            | 16 de septiembre de 1902-15 de septiembre de 1904 |                                   |                                      |
| XXII                                                                           | 16 de septiembre de 1904-15 de septiembre de 1906 |                                   |                                      |
| XXIII                                                                          | 16 de septiembre de 1906-15 de septiembre de 1908 |                                   |                                      |
| XXIV                                                                           | 16 de septiembre de 1908-15 de septiembre de 1910 |                                   |                                      |
| XXV                                                                            | 16 de septiembre de 1910-15 de septiembre de 1912 |                                   |                                      |
| XXVI                                                                           | 16 de septiembre de 1912-10 de octubre de 1913    | Nicolás Muñoz Ruiz                |                                      |
| XXVI (bis)                                                                     | 16 de noviembre de 1913-5 de agosto de 1914       |                                   |                                      |
| Constituyente                                                                  | 1 de diciembre de 1916-5 de febrero de 1917       | Marcelino Cedano                  |                                      |
| Al elevarse a condición de Estado en 1917, pasa a ser el Distrito 1 de Nayarit |                                                   |                                   |                                      |
| XXVII                                                                          | 15 de abril de 1917-31 de agosto de 1918          | Jesús Ibarra                      |                                      |
| XXVIII                                                                         | 1 de septiembre de 1918-31 de agosto de 1920      | José María Ruiz H.                |                                      |
| XXIX                                                                           | 1 de septiembre de 1920-31 de agosto de 1922      | Francisco Trejo                   |                                      |
| XXX                                                                            | 1 de septiembre de 1922-31 de agosto de 1924      | Marco Esmerio                     |                                      |
| XXXI                                                                           | 1 de septiembre de 1924-31 de agosto de 1926      | Agutín Arriola Valdés             |                                      |
| XXXII                                                                          | 1 de septiembre de 1926-31 de agosto de 1928      | Antíoco Rodríguez                 |                                      |
| XXXIII                                                                         | 1 de septiembre de 1928-31 de agosto de 1930      | Guillermo Ponce de León           |                                      |
| XXXIV                                                                          | 1 de septiembre de 1930-31 de agosto de 1932      | Francisco Trejo                   | Partido Nacional Revolucionario      |
| XXXV                                                                           | 1 de septiembre de 1932-31 de agosto de 1934      | Guillermo Flores Muñoz            | Partido Nacional Revolucionario      |
| XXXVI                                                                          | 1 de septiembre de 1934-31 de agosto de 1937      | Eugenio Cárdenas Andrade          | Partido Nacional Revolucionario      |
| XXXVII                                                                         | 1 de septiembre de 1937-31 de agosto de 1940      | Luis Aranda del Toro              | Partido Nacional Revolucionario      |
| XXXVIII                                                                        | 1 de septiembre de 1940-31 de diciembre de 1941   | Candelario Miramontes Briseño     | Partido de la Revolución Mexicana    |
| XXXVIII                                                                        | 28 de mayo de 1942-31 de agosto de 1943           | Luis Rivera                       | Partido de la Revolución Mexicana    |
| XXXIX                                                                          | 1 de septiembre de 1943-31 de agosto de 1946      | Alberto Tapia Carrillo            | Partido de la Revolución Mexicana    |
| XL                                                                             | 1 de septiembre de 1946-31 de agosto de 1949      | Antonio Pérez Cisneros            | Partido Revolucionario Institucional |
| XLI                                                                            | 1 de septiembre de 1949-31 de agosto de 1952      | Francisco García Montero          | Partido Revolucionario Institucional |
| XLII                                                                           | 1 de septiembre de 1952-31 de agosto de 1955      | José Angulo Araico                | Partido Revolucionario Institucional |
| XLIII                                                                          | 1 de septiembre de 1955-31 de agosto de 1958      | Felipe Ibarra Partida             | Partido Revolucionario Institucional |
| XLIV                                                                           | 1 de septiembre de 1958-31 de agosto de 1961      | Salvador Arámbula Ibarra          | Partido Revolucionario Institucional |
| XLV                                                                            | 1 de septiembre de 1961-31 de agosto de 1964      | Manuel Stephens García            |                                      |
| XLVI                                                                           | 1 de septiembre de 1964-31 de agosto de 1967      | Eugenio Cárdenas Andrade          | Partido Revolucionario Institucional |
| XLVII                                                                          | 1 de septiembre de 1967-28 de diciembre de 1967   | Roberto Gómez Reyes               | Partido Revolucionario Institucional |
| XLVII                                                                          | 29 de diciembre de 1967-31 de agosto de 1970      | Pedro López Díaz                  | Partido Revolucionario Institucional |
| XLVIII                                                                         | 1 de septiembre de 1970-31 de agosto de 1973      | Salvador Díaz Coria               | Partido Revolucionario Institucional |
| XLIX                                                                           | 1 de septiembre de 1973-31 de agosto de 1976      | Joaquín Cánovas Puchades          | Partido Revolucionario Institucional |
| L                                                                              | 1 de septiembre de 1976-31 de agosto de 1979      | Ignacio Langarica Quintana        | Partido Revolucionario Institucional |
| LI                                                                             | 1 de septiembre de 1979-31 de agosto de 1982      | Alberto Tapia Carrillo            | Partido Revolucionario Institucional |
| LII                                                                            | 1 de septiembre de 1982-31 de agosto de 1985      | Antonio Pérez Peña                | Partido Revolucionario Institucional |
| LIII                                                                           | 1 de septiembre de 1985-31 de agosto de 1988      | José Félix Torres Haro            | Partido Revolucionario Institucional |
| LIV                                                                            | 1 de septiembre de 1988-31 de octubre de 1991     | Salvador Sánchez Vázquez          | Partido Revolucionario Institucional |
| LV                                                                             | 1 de noviembre de 1991-29 de abril de 1993        | Rigoberto Ochoa Zaragoza          | Partido Revolucionario Institucional |
| LV                                                                             | 4 de mayo de 1993-31 de octubre de 1994           | Juan Alonso Romero                | Partido Revolucionario Institucional |
| LVI                                                                            | 1 de noviembre de 1994-31 de agosto de 1997       | Fidel Pineda Valdéz               | Partido Revolucionario Institucional |
| LVII                                                                           | 1 de septiembre de 1997-31 de agosto de 2000      | Marco Antonio Fernández Rodríguez | Partido Revolucionario Institucional |
| LVIII                                                                          | 1 de septiembre de 2000-31 de agosto de 2003      | Álvaro Vallarta Ceceña            | Partido Revolucionario Institucional |
| LIX                                                                            | 1 de septiembre de 2003-31 de agosto de 2006      | María Hilaria Domínguez Arvizu    | Partido Revolucionario Institucional |
| LX                                                                             | 1 de septiembre de 2006-2 de abril de 2008        | Sergio González García            | Partido Revolucionario Institucional |
| LX                                                                             | 4 de abril de 2008-31 de agosto de 2009           | Martha Rocío Partida Guzmán       | Partido Revolucionario Institucional |
| LXI                                                                            | 1 de septiembre de 2009-18 de enero de 2012       | Manuel Cota Jiménez               | Partido Revolucionario Institucional |
| LXI                                                                            | 14 de febrero de 2012-15 de julio de 2012         | Fátima del Sol Gómez Montero      | Partido Revolucionario Institucional |
| LXI                                                                            | 15 de julio de 2012-31 de agosto de 2012          | Manuel Cota Jiménez               | Partido Revolucionario Institucional |
| LXII                                                                           | 1 de septiembre de 2012-31 de agosto de 2015      | Juan Manuel Rocha Piedra          | Partido Revolucionario Institucional |
| LXIII                                                                          | 1 de septiembre de 2015-31 de agosto de 2018      | Efraín Arellano Núñez             | Partido Revolucionario Institucional |
| LXIV                                                                           | 1 de septiembre de 2018-31 de agosto de 2021      | Pavel Jarero Velázquez            | Movimiento Regeneración Nacional     |
| LXV                                                                            | 1 de septiembre de 2021                           | Pavel Jarero Velázquez            | Movimiento Regeneración Nacional     |
| LXV                                                                            | 1 de septiembre de 2021-9 de noviembre de 2023    | Félix Durán Ruiz                  | Movimiento Regeneración Nacional     |
| LXV                                                                            | 9 de noviembre de 2023-29 de febrero de 2024      | Pavel Jarero Velázquez            | Movimiento Regeneración Nacional     |
| LXV                                                                            | 1 de marzo de 2024-1 de junio de 2024             | Félix Durán Ruiz                  | Movimiento Regeneración Nacional     |
| LXV                                                                            | 1 de junio de 2024-31 de agosto de 2024           | Pavel Jarero Velázquez            | Movimiento Regeneración Nacional     |
| LXVI                                                                           | 1 de septiembre de 2024-31 de agosto de 2027      | Any Marilú Porras Baylón          | Movimiento Regeneración Nacional     |

## Resultados electorales

### 2009
|  | Partido Acción Nacional                        |  | Jorge Alberto Íñiguez Velázquez |
|  | Partido Revolucionario Institucional           |  | Manuel Cota Jiménez             |
|  | Partido de la Revolución Democrática           |  | Pavel Jarero Velázquez          |
|  | Coalición Salvemos a México (PT, Convergencia) |  | Francisco Jiménez López         |
|  | Partido Verde Ecologista de México             |  | Pedro Lizárraga Rodríguez       |
|  | Partido Nueva Alianza                          |  | Héctor Manuel Contreras Valdéz  |
|  | Partido Socialdemócrata                        |  | Eduardo Valenzuela Alba         |